# Saison 2022 de la BWF
Cet article rassemble les résultats des principaux tournois de badminton de la saison 2022 organisée par la Fédération mondiale de badminton (BWF). Celle-ci est finalement constituée de 28 compétitions réparties en plusieurs catégories :
- 3 compétitions majeures (grade 1) directement organisées par la BWF :
  - les Championnats du monde de badminton ;
  - les Championnats du monde par équipes : la Thomas Cup (équipes masculines) et l'Uber Cup (équipes féminines).
- 33 tournois (avant annulations) sont inscrits au circuit mondial BWF World Tour (grade 2) selon la même structure que l'année précédente[2]. Cependant, certains tournois ont dû être annulés à cause des contraintes liées à la pandémie de Covid-19. Finalement, 25 tournois ont lieu répartis comme suit : 
  - le BWF World Tour Finals qui réunit les huit meilleurs joueurs et paires de chaque discipline selon le classement « Race » en fin de saison ;
  - 2 tournois Super 1000 ;
  - 4 tournois Super 750 ;
  - 6 tournois Super 500 ;
  - 7 tournois Super 300 ;
  - 5 tournois Super 100.

Chacun de ces tournois offre des points de classement et des primes en argent qui varient d'une catégorie et d'un tournoi à l'autre.   
- des compétitions continentales organisées par les fédérations délocalisées. Il s'agit notamment des Championnats continentaux individuels et par équipes.

## Résultats
| Jeux olympiques       |
| Championnats du monde |
| World Tour Finals     |
| World Tour Super 1000 |
| World Tour Super 750  |
| World Tour Super 500  |
| World Tour Super 300  |
| BWF Tour Super 100    |

### Synthèse du BWF World Tour
| Tournoi                       | Simple hommes            | Simple dames           | Double hommes                         | Double dames                                | Double mixte                                   |
| ----------------------------- | ------------------------ | ---------------------- | ------------------------------------- | ------------------------------------------- | ---------------------------------------------- |
| Championnats du monde         | Viktor Axelsen           | Akane Yamaguchi        | Aaron Chia Soh Wooi Yik               | Chen Qingchen Jia Yifan                     | Zheng Siwei Huang Yaqiong                      |
| Super 1000                    |                          |                        |                                       |                                             |                                                |
| Open d'Angleterre             | Viktor Axelsen           | Akane Yamaguchi        | Muhammad Shohibul Fikri Bagas Maulana | Nami Matsuyama Chiharu Shida                | Yuta Watanabe Arisa Higashino                  |
| Open d'Indonésie              | Viktor Axelsen           | Tai Tzu-ying           | Liu Yuchen Ou Xuanyi                  | Nami Matsuyama Chiharu Shida                | Zheng Siwei Huang Yaqiong                      |
| Open de Chine                 | Annulé                   | Annulé                 | Annulé                                | Annulé                                      | Annulé                                         |
| Super 750                     |                          |                        |                                       |                                             |                                                |
| Open de Malaisie              | Viktor Axelsen           | Ratchanok Intanon      | Takuro Hoki Yugo Kobayashi            | Apriyani Rahayu Siti Fadia Silva Ramadhanti | Zheng Siwei Huang Yaqiong                      |
| Open du Japon                 | Kenta Nishimoto          | Akane Yamaguchi        | Liang Weikeng Wang Chang              | Jeong Na-eun Kim Hye-jeong                  | Dechapol Puavaranukroh Sapsiree Taerattanachai |
| Open du Danemark              | Shi Yuqi                 | He Bingjiao            | Fajar Alfian Muhammad Rian Ardianto   | Chen Qingchen Jia Yifan                     | Zheng Siwei Huang Yaqiong                      |
| Internationaux de France      | Viktor Axelsen           | He Bingjiao            | Satwiksairaj Rankireddy Chirag Shetty | Tan Pearly Thinaah Muralitharan             | Zheng Siwei Huang Yaqiong                      |
| Open de Chine de Fuzhou       | Annulé                   | Annulé                 | Annulé                                | Annulé                                      | Annulé                                         |
| Super 500                     |                          |                        |                                       |                                             |                                                |
| Open d'Inde                   | Lakshya Sen              | Busanan Ongbamrungphan | Satwiksairaj Rankireddy Chirag Shetty | Benyapa Aimsaard Nuntakarn Aimsaard         | Terry Hee Tan Wei Han                          |
| Open de Corée                 | Weng Hongyang            | An Se-young            | Kang Min-hyuk Seo Seung-jae           | Jeong Na-eun Kim Hye-jeong                  | Tan Kian Meng Lai Pei Jing                     |
| Open de Thaïlande             | Lee Zii Jia              | Tai Tzu-ying           | Takuro Hoki Yugo Kobayashi            | Nami Matsuyama Chiharu Shida                | Zheng Siwei Huang Yaqiong                      |
| Masters d'Indonésie           | Viktor Axelsen           | Chen Yufei             | Fajar Alfian Muhammad Rian Ardianto   | Chen Qingchen Jia Yifan                     | Zheng Siwei Huang Yaqiong                      |
| Masters de Malaisie           | Chico Aura Dwi Wardoyo   | An Se-young            | Fajar Alfian Muhammad Rian Ardianto   | Chen Qingchen Jia Yifan                     | Zheng Siwei Huang Yaqiong                      |
| Open de Singapour             | Anthony Sinisuka Ginting | P. V. Sindhu           | Leo Rolly Carnando Daniel Marthin     | Apriyani Rahayu Siti Fadia Silva Ramadhanti | Dechapol Puavaranukroh Sapsiree Taerattanachai |
| Open de Hong Kong             | Annulé                   | Annulé                 | Annulé                                | Annulé                                      | Annulé                                         |
| Super 300                     |                          |                        |                                       |                                             |                                                |
| Syed Modi International       | Non attribué             | P. V. Sindhu           | Man Wei Chong Tee Kai Wun             | Anna Cheong Teoh Mei Xing                   | Ishaan Bhatnagar Tanisha Crasto                |
| Masters d'Espagne             | Annulé                   | Annulé                 | Annulé                                | Annulé                                      | Annulé                                         |
| Open d'Allemagne              | Kunlavut Vitidsarn       | He Bingjiao            | Goh Sze Fei Nur Izzuddin              | Chen Qingchen Jia Yifan                     | Dechapol Puavaranukroh Sapsiree Taerattanachai |
| Open de Suisse                | Jonatan Christie         | P. V. Sindhu           | Fajar Alfian Muhammad Rian Ardianto   | Gabriela Stoeva Stefani Stoeva              | Mark Lamsfuß Isabel Lohau                      |
| Masters de Corée              | Jeon Hyeok-jin           | He Bingjiao            | Kim Gi-jung Kim Sa-rang               | Kim So-yeong Kong Hee-yong                  | Wang Yilyu Huang Dongping                      |
| Open de Taipei                | Chou Tien-chen           | Tai Tzu-ying           | Man Wei Chong Tee Kai Wun             | Ng Tsz Yau Tsang Hiu Yan                    | Lee Chun Hei Ng Tsz Yau                        |
| U.S. Open                     | Annulé                   | Annulé                 | Annulé                                | Annulé                                      | Annulé                                         |
| Open de Macao                 | Annulé                   | Annulé                 | Annulé                                | Annulé                                      | Annulé                                         |
| Hylo Open                     | Anthony Sinisuka Ginting | Han Yue                | Lu Ching-yao Yang Po-han              | Benyapa Aimsaard Nuntakarn Aimsaard         | Rehan Naufal Kusharjanto Lisa Ayu Kusumawati   |
| Open d'Australie              | Shi Yuqi                 | An Se-young            | Liu Yuchen Ou Xuanyi                  | Zhang Shuxian Zheng Yu                      | Seo Seung-jae Chae Yoo-jung                    |
| Open de Nouvelle-Zélande      | Annulé                   | Annulé                 | Annulé                                | Annulé                                      | Annulé                                         |
| Super 100                     |                          |                        |                                       |                                             |                                                |
| Masters d'Odisha              | Kiran George             | Unnati Hooda           | Nur Mohd Azriyn Ayub Lim Khim Wah     | Gayathri Gopichand Treesa Jolly             | Sachin Dias Thilini Hendahewa                  |
| Orléans Masters               | Toma Junior Popov        | Putri Kusuma Wardani   | Ruben Jille Ties van der Lecq         | Gabriela Stoeva Stefani Stoeva              | Terry Hee Tan Wei Han                          |
| Masters d'Akita               | Annulé                   | Annulé                 | Annulé                                | Annulé                                      | Annulé                                         |
| Open du Viêt Nam              | Kodai Naraoka            | Nguyễn Thùy Linh       | Ren Xiangyu Tan Qiang                 | Benyapa Aimsaard Nuntakarn Aimsaard         | Dejan Ferdinansyah Gloria Emanuelle Widjaja    |
| Open du Canada                | Alex Lanier              | Michelle Li            | Ayato Endo Yuta Takei                 | Rena Miyaura Ayako Sakuramoto               | Ye Hong-wei Lee Chia-hsin                      |
| Masters Super 100 d'Indonésie | Leong Jun Hao            | Gao Fangjie            | Rahmat Hidayat Pramudya Kusumawardana | Rui Hirokami Yuna Kato                      | Jiang Zhenbang Wei Yaxin                       |
| World Tour Finals             |                          |                        |                                       |                                             |                                                |
| BWF World Tour Finals         | Viktor Axelsen           | Akane Yamaguchi        | Liu Yuchen Ou Xuanyi                  | Chen Qingchen Jia Yifan                     | Zheng Siwei Huang Yaqiong                      |

### Calendrier des tournois individuels
| Semaine du   | Tournoi | cat. | Vainqueurs                                     | Finalistes                                     | Score               |
| ------------ | --- | ---- | ---------------------------------------------- | ---------------------------------------------- | ------------------- |
| 10 janvier   | Yonex-Sunrise Indian Open New Delhi – K.D. Jadhav Indoor Hall Super 500 – 400 000 $ Tableaux détaillés                  | SH   | Lakshya Sen                                    | Loh Kean Yew                                   | 24-22, 21-17        |
| 10 janvier   | Yonex-Sunrise Indian Open New Delhi – K.D. Jadhav Indoor Hall Super 500 – 400 000 $ Tableaux détaillés                  | SD   | Busanan Ongbamrungphan                         | Supanida Katethong                             | 22-20, 17-21, 21-13 |
| 10 janvier   | Yonex-Sunrise Indian Open New Delhi – K.D. Jadhav Indoor Hall Super 500 – 400 000 $ Tableaux détaillés                  | DH   | Satwiksairaj Rankireddy Chirag Shetty          | Mohammad Ahsan Hendra Setiawan                 | 21-16, 26-24        |
| 10 janvier   | Yonex-Sunrise Indian Open New Delhi – K.D. Jadhav Indoor Hall Super 500 – 400 000 $ Tableaux détaillés                  | DD   | Benyapa Aimsaard Nuntakarn Aimsaard            | Anastasiia Akchurina Olga Morozova             | 21-13, 21-5         |
| 10 janvier   | Yonex-Sunrise Indian Open New Delhi – K.D. Jadhav Indoor Hall Super 500 – 400 000 $ Tableaux détaillés                  | MX   | Terry Hee Tan Wei Han                          | Chen Tang Jie Peck Yen Wei                     | 21-15, 21-18        |
| 17 janvier   | Syed Modi India International Lucknow – Babu Banarasi Das Indoor Stadium Super 300 – 150 000 $ Tableaux détaillés       | SH   | Non attribué                                   | Lucas Claerbout & Arnaud Merklé                | Forfaits            |
| 17 janvier   | Syed Modi India International Lucknow – Babu Banarasi Das Indoor Stadium Super 300 – 150 000 $ Tableaux détaillés       | SD   | P. V. Sindhu                                   | Malvika Bansod                                 | 21-13, 21-16        |
| 17 janvier   | Syed Modi India International Lucknow – Babu Banarasi Das Indoor Stadium Super 300 – 150 000 $ Tableaux détaillés       | DH   | Man Wei Chong Tee Kai Wun                      | Krishna Prasad Garaga Vishnuvardhan G. Panjala | 21-18, 21-15        |
| 17 janvier   | Syed Modi India International Lucknow – Babu Banarasi Das Indoor Stadium Super 300 – 150 000 $ Tableaux détaillés       | DD   | Anna Cheong Teoh Mei Xing                      | P. Gayatri Gopichand Treesa Jolly              | 21-12, 21-13        |
| 17 janvier   | Syed Modi India International Lucknow – Babu Banarasi Das Indoor Stadium Super 300 – 150 000 $ Tableaux détaillés       | MX   | Ishaan Bhatnagar Tanisha Crasto                | Thandrangi H. Nagendra Babu Srivedya Gurazada  | 21-16, 21-12        |
| 24 janvier   | Odisha Open Cuttack – Jawaharlal Nehru Indoor Stadium Super 100 – 75 000 $ Tableaux détaillés                           | SH   | Kiran George                                   | Priyanshu Rajawat                              | 21-15, 14-21, 21-18 |
| 24 janvier   | Odisha Open Cuttack – Jawaharlal Nehru Indoor Stadium Super 100 – 75 000 $ Tableaux détaillés                           | SD   | Unnati Hooda                                   | Smit Toshniwal                                 | 21-18, 21-11        |
| 24 janvier   | Odisha Open Cuttack – Jawaharlal Nehru Indoor Stadium Super 100 – 75 000 $ Tableaux détaillés                           | DH   | Nur Mohd Azriyn Ayub Lim Khim Wah              | P.S. Ravikrishna Sankar Prasad Udayakumar      | 18-21, 21-14, 21-16 |
| 24 janvier   | Odisha Open Cuttack – Jawaharlal Nehru Indoor Stadium Super 100 – 75 000 $ Tableaux détaillés                           | DD   | P. Gayatri Gopichand Treesa Jolly              | Sanyogita Ghorpade Shruti Mishra               | 21-12, 21-10        |
| 24 janvier   | Odisha Open Cuttack – Jawaharlal Nehru Indoor Stadium Super 100 – 75 000 $ Tableaux détaillés                           | MX   | Sachin Dias Thilini Hendahewa                  | M. R. Arjun Treesa Jolly                       | 21-16, 22-20        |
| 7 mars       | Yonex Gainward German Open Mülheim – Westenergy Sporthalle Super 300 – 180 000 $ Tableaux détaillés                     | SH   | Kunlavut Vitidsarn                             | Lakshya Sen                                    | 21-18, 21-15        |
| 7 mars       | Yonex Gainward German Open Mülheim – Westenergy Sporthalle Super 300 – 180 000 $ Tableaux détaillés                     | SD   | He Bingjiao                                    | Chen Yufei                                     | 21-14, 27-25        |
| 7 mars       | Yonex Gainward German Open Mülheim – Westenergy Sporthalle Super 300 – 180 000 $ Tableaux détaillés                     | DH   | Goh Sze Fei Nur Izzuddin                       | Liu Yuchen Ou Xuanyi                           | 23-21, 16-21, 21-14 |
| 7 mars       | Yonex Gainward German Open Mülheim – Westenergy Sporthalle Super 300 – 180 000 $ Tableaux détaillés                     | DD   | Chen Qingchen Jia Yifan                        | Gabriela Stoeva Stefani Stoeva                 | 21-16, 29-30, 21-19 |
| 7 mars       | Yonex Gainward German Open Mülheim – Westenergy Sporthalle Super 300 – 180 000 $ Tableaux détaillés                     | MX   | Dechapol Puavaranukroh Sapsiree Taerattanachai | Ou Xuanyi Huang Yaqiong                        | 21-11, 21-9         |
| 14 mars      | Yonex All England Open Championships Birmingham – Utilita Arena Birmingham Super 1000 – 1 000 000 $ Tableaux détaillés  | SH   | Viktor Axelsen                                 | Lakshya Sen                                    | 21-10, 21-15        |
| 14 mars      | Yonex All England Open Championships Birmingham – Utilita Arena Birmingham Super 1000 – 1 000 000 $ Tableaux détaillés  | SD   | Akane Yamaguchi                                | An Se-young                                    | 21-15, 21-15        |
| 14 mars      | Yonex All England Open Championships Birmingham – Utilita Arena Birmingham Super 1000 – 1 000 000 $ Tableaux détaillés  | DH   | Muhammad Shohibul Fikri Bagas Maulana          | Mohammad Ahsan Hendra Setiawan                 | 21-19, 21-13        |
| 14 mars      | Yonex All England Open Championships Birmingham – Utilita Arena Birmingham Super 1000 – 1 000 000 $ Tableaux détaillés  | DD   | Nami Matsuyama Chiharu Shida                   | Zhang Shuxian Zheng Yu                         | 21-13, 21-9         |
| 14 mars      | Yonex All England Open Championships Birmingham – Utilita Arena Birmingham Super 1000 – 1 000 000 $ Tableaux détaillés  | MX   | Yuta Watanabe Arisa Higashino                  | Wang Yilyu Huang Dongping                      | 21-19, 21-19        |
| 21 mars      | Yonex Swiss Open Bâle – Halle Saint-Jacques Super 300 – 180 000 $ Tableaux détaillés                                    | SH   | Jonatan Christie                               | H.S. Prannoy                                   | 21-12, 21-18        |
| 21 mars      | Yonex Swiss Open Bâle – Halle Saint-Jacques Super 300 – 180 000 $ Tableaux détaillés                                    | SD   | P. V. Sindhu                                   | Busanan Ongbamrungphan                         | 21-16, 21-8         |
| 21 mars      | Yonex Swiss Open Bâle – Halle Saint-Jacques Super 300 – 180 000 $ Tableaux détaillés                                    | DH   | Fajar Alfian Muhammad Rian Ardianto            | Goh Sze Fei Nur Izzuddin                       | 21-18, 21-19        |
| 21 mars      | Yonex Swiss Open Bâle – Halle Saint-Jacques Super 300 – 180 000 $ Tableaux détaillés                                    | DD   | Gabriela Stoeva Stefani Stoeva                 | Linda Efler Isabel Lohau                       | 21-14, 21-12        |
| 21 mars      | Yonex Swiss Open Bâle – Halle Saint-Jacques Super 300 – 180 000 $ Tableaux détaillés                                    | MX   | Mark Lamsfuß Isabel Lohau                      | Goh Soon Huat Shevon Jemie Lai                 | 12-21, 21-18, 21-17 |
| 28 mars      | Orléans Masters Orléans – Palais des sports d'Orléans Super 100 – 90 000 $ Tableaux détaillés                           | SH   | Toma Junior Popov                              | Mithun Manjunath                               | 21-11, 21-19        |
| 28 mars      | Orléans Masters Orléans – Palais des sports d'Orléans Super 100 – 90 000 $ Tableaux détaillés                           | SD   | Putri Kusuma Wardani                           | Iris Wang                                      | 7-21, 21-19, 21-18  |
| 28 mars      | Orléans Masters Orléans – Palais des sports d'Orléans Super 100 – 90 000 $ Tableaux détaillés                           | DH   | Ruben Jille Ties van der Lecq                  | Junaidi Arif Muhammad Haikal                   | Forfait             |
| 28 mars      | Orléans Masters Orléans – Palais des sports d'Orléans Super 100 – 90 000 $ Tableaux détaillés                           | DD   | Gabriela Stoeva Stefani Stoeva                 | Stine Küspert Emma Moszczynski                 | 21-15, 21-14        |
| 28 mars      | Orléans Masters Orléans – Palais des sports d'Orléans Super 100 – 90 000 $ Tableaux détaillés                           | MX   | Terry Hee Tan Wei Han                          | Rehan Naufal Kusharjanto Lisa Ayu Kusumawati   | 21-12, 16-21, 21-13 |
| 4 avril      | Korea Open Championships Suncheon – Palma Indoor Stadium Super 500 – 360 000 $ Tableaux détaillés                       | SH   | Weng Hongyang                                  | Jonatan Christie                               | 12-21, 21-19, 21-15 |
| 4 avril      | Korea Open Championships Suncheon – Palma Indoor Stadium Super 500 – 360 000 $ Tableaux détaillés                       | SD   | An Se-young                                    | Pornpawee Chochuwong                           | 21-17, 21-18        |
| 4 avril      | Korea Open Championships Suncheon – Palma Indoor Stadium Super 500 – 360 000 $ Tableaux détaillés                       | DH   | Kang Min-hyuk Seo Seung-jae                    | Fajar Alfian Muhammad Rian Ardianto            | 19-21, 21-15, 21-18 |
| 4 avril      | Korea Open Championships Suncheon – Palma Indoor Stadium Super 500 – 360 000 $ Tableaux détaillés                       | DD   | Jeong Na-eun Kim Hye-jeong                     | Benyapa Aimsaard Nuntakarn Aimsaard            | 21-16, 21-12        |
| 4 avril      | Korea Open Championships Suncheon – Palma Indoor Stadium Super 500 – 360 000 $ Tableaux détaillés                       | MX   | Tan Kian Meng Lai Pei Jing                     | Ko Sung-hyun Eom Hye-won                       | 21-15, 21-18        |
| 11 avril     | Gwangju Yonex Korea Masters Gwangju – Gwangju Yeonju Stadium Super 300 – 180 000 $ Tableaux détaillés                   | SH   | Jeon Hyeok-jin                                 | Kodai Naraoka                                  | 21-17, 21-16        |
| 11 avril     | Gwangju Yonex Korea Masters Gwangju – Gwangju Yeonju Stadium Super 300 – 180 000 $ Tableaux détaillés                   | SD   | He Bingjiao                                    | Chen Yufei                                     | 21-14, 14-21, 21-9  |
| 11 avril     | Gwangju Yonex Korea Masters Gwangju – Gwangju Yeonju Stadium Super 300 – 180 000 $ Tableaux détaillés                   | DH   | Kim Gi-jung Kim Sa-rang                        | Liu Yuchen Ou Xuanyi                           | 21-14, 21-16        |
| 11 avril     | Gwangju Yonex Korea Masters Gwangju – Gwangju Yeonju Stadium Super 300 – 180 000 $ Tableaux détaillés                   | DD   | Kim So-yeong Kong Hee-yong                     | Baek Ha-na Lee Yu-lim                          | 21-17, 21-12        |
| 11 avril     | Gwangju Yonex Korea Masters Gwangju – Gwangju Yeonju Stadium Super 300 – 180 000 $ Tableaux détaillés                   | MX   | Wang Yilyu Huang Dongping                      | Ou Xuanyi Huang Yaqiong                        | 21-17, 21-17        |
| 16 mai       | Toyota Gazoo Racing Thailand Open Bangkok – Impact Arena Super 500 – 360 000 $ Tableaux détaillés                       | SH   | Lee Zii Jia                                    | Li Shifeng                                     | 17-21, 21-11, 23-21 |
| 16 mai       | Toyota Gazoo Racing Thailand Open Bangkok – Impact Arena Super 500 – 360 000 $ Tableaux détaillés                       | SD   | Tai Tzu-ying                                   | Chen Yufei                                     | 21-15, 17-21, 21-12 |
| 16 mai       | Toyota Gazoo Racing Thailand Open Bangkok – Impact Arena Super 500 – 360 000 $ Tableaux détaillés                       | DH   | Takuro Hoki Yugo Kobayashi                     | Fajar Alfian Muhammad Rian Ardianto            | 13-4 ab.            |
| 16 mai       | Toyota Gazoo Racing Thailand Open Bangkok – Impact Arena Super 500 – 360 000 $ Tableaux détaillés                       | DD   | Nami Matsuyama Chiharu Shida                   | Mayu Matsumoto Wakana Nagahara                 | 17-21, 21-15, 26-24 |
| 16 mai       | Toyota Gazoo Racing Thailand Open Bangkok – Impact Arena Super 500 – 360 000 $ Tableaux détaillés                       | MX   | Zheng Siwei Huang Yaqiong                      | Dechapol Puavaranukroh Sapsiree Taerattanachai | 21-12, 18-21, 21-14 |
| 6 juin       | Daihatsu Indonesia Masters Jakarta – Istora Gelora Bung Karno Super 500 – 360 000 $ Tableaux détaillés                  | SH   | Viktor Axelsen                                 | Chou Tien-chen                                 | 21-10, 21-12        |
| 6 juin       | Daihatsu Indonesia Masters Jakarta – Istora Gelora Bung Karno Super 500 – 360 000 $ Tableaux détaillés                  | SD   | Chen Yufei                                     | Ratchanok Intanon                              | 21-16, 18-21, 21-15 |
| 6 juin       | Daihatsu Indonesia Masters Jakarta – Istora Gelora Bung Karno Super 500 – 360 000 $ Tableaux détaillés                  | DH   | Fajar Alfian Muhammad Rian Ardianto            | Liang Weikeng Wang Chang                       | 21-10, 21-17        |
| 6 juin       | Daihatsu Indonesia Masters Jakarta – Istora Gelora Bung Karno Super 500 – 360 000 $ Tableaux détaillés                  | DD   | Chen Qingchen Jia Yifan                        | Apriyani Rahayu Siti Fadia Silva Ramadhanti    | 21-18, 21-12        |
| 6 juin       | Daihatsu Indonesia Masters Jakarta – Istora Gelora Bung Karno Super 500 – 360 000 $ Tableaux détaillés                  | MX   | Zheng Siwei Huang Yaqiong                      | Thom Gicquel Delphine Delrue                   | 21-13, 21-14        |
| 13 juin      | East Ventures Indonesia Open Jakarta – Istora Gelora Bung Karno Super 1000 – 1 200 000 $ Tableaux détaillés             | SH   | Viktor Axelsen                                 | Zhao Junpeng                                   | 21-9, 21-10         |
| 13 juin      | East Ventures Indonesia Open Jakarta – Istora Gelora Bung Karno Super 1000 – 1 200 000 $ Tableaux détaillés             | SD   | Tai Tzu-ying                                   | Wang Zhiyi                                     | 21-23, 21-6, 21-15  |
| 13 juin      | East Ventures Indonesia Open Jakarta – Istora Gelora Bung Karno Super 1000 – 1 200 000 $ Tableaux détaillés             | DH   | Liu Yuchen Ou Xuanyi                           | Choi Sol-gyu Kim Won-ho                        | 21-17, 23-21        |
| 13 juin      | East Ventures Indonesia Open Jakarta – Istora Gelora Bung Karno Super 1000 – 1 200 000 $ Tableaux détaillés             | DD   | Nami Matsuyama Chiharu Shida                   | Yuki Fukushima Sayaka Hirota                   | 18-21, 21-14, 21-17 |
| 13 juin      | East Ventures Indonesia Open Jakarta – Istora Gelora Bung Karno Super 1000 – 1 200 000 $ Tableaux détaillés             | MX   | Zheng Siwei Huang Yaqiong                      | Yuta Watanabe Arisa Higashino                  | 21-14, 21-16        |
| 27 juin      | Petronas Malaysia Open Kuala Lumpur – Axiata Arena Super 750 – 675 000 $ Tableaux détaillés                             | SH   | Viktor Axelsen                                 | Kento Momota                                   | 21-4, 21-7          |
| 27 juin      | Petronas Malaysia Open Kuala Lumpur – Axiata Arena Super 750 – 675 000 $ Tableaux détaillés                             | SD   | Ratchanok Intanon                              | Chen Yufei                                     | 21-15, 13-21, 21-16 |
| 27 juin      | Petronas Malaysia Open Kuala Lumpur – Axiata Arena Super 750 – 675 000 $ Tableaux détaillés                             | DH   | Takuro Hoki Yugo Kobayashi                     | Fajar Alfian Muhammad Rian Ardianto            | 24-22, 16-21, 21-9  |
| 27 juin      | Petronas Malaysia Open Kuala Lumpur – Axiata Arena Super 750 – 675 000 $ Tableaux détaillés                             | DD   | Apriyani Rahayu Siti Fadia Silva Ramadhanti    | Zhang Shuxian Zheng Yu                         | 21-18, 12-21, 21-19 |
| 27 juin      | Petronas Malaysia Open Kuala Lumpur – Axiata Arena Super 750 – 675 000 $ Tableaux détaillés                             | MX   | Zheng Siwei Huang Yaqiong                      | Dechapol Puavaranukroh Sapsiree Taerattanachai | 21-13, 21-18        |
| 4 juillet    | Perodua Malaysia Masters Kuala Lumpur – Axiata Arena Super 500 – 360 000 $ Tableaux détaillés                           | SH   | Chico Aura Dwi Wardoyo                         | Ng Ka Long                                     | 22-20, 21-15        |
| 4 juillet    | Perodua Malaysia Masters Kuala Lumpur – Axiata Arena Super 500 – 360 000 $ Tableaux détaillés                           | SD   | An Se-young                                    | Chen Yufei                                     | 21-17, 21-5         |
| 4 juillet    | Perodua Malaysia Masters Kuala Lumpur – Axiata Arena Super 500 – 360 000 $ Tableaux détaillés                           | DH   | Fajar Alfian Muhammad Rian Ardianto            | Mohammad Ahsan Hendra Setiawan                 | 21-12, 21-19        |
| 4 juillet    | Perodua Malaysia Masters Kuala Lumpur – Axiata Arena Super 500 – 360 000 $ Tableaux détaillés                           | DD   | Chen Qingchen Jia Yifan                        | Nami Matsuyama Chiharu Shida                   | 21-11, 21-12        |
| 4 juillet    | Perodua Malaysia Masters Kuala Lumpur – Axiata Arena Super 500 – 360 000 $ Tableaux détaillés                           | MX   | Zheng Siwei Huang Yaqiong                      | Rinov Rivaldy Pitha Haningtyas Mentari         | 21-17, 21-12        |
| 11 juillet   | Singapore Open Singapour – Singapore Indoor Stadium Super 500 – 370 000 $ Tableaux détaillés                            | SH   | Anthony Sinisuka Ginting                       | Kodai Naraoka                                  | 23-21, 21-17        |
| 11 juillet   | Singapore Open Singapour – Singapore Indoor Stadium Super 500 – 370 000 $ Tableaux détaillés                            | SD   | P.V. Sindhu                                    | Wang Zhiyi                                     | 21-9, 11-21, 21-15  |
| 11 juillet   | Singapore Open Singapour – Singapore Indoor Stadium Super 500 – 370 000 $ Tableaux détaillés                            | DH   | Leo Rolly Carnando Daniel Marthin              | Fajar Alfian Muhammad Rian Ardianto            | 9-21, 21-14, 21-16  |
| 11 juillet   | Singapore Open Singapour – Singapore Indoor Stadium Super 500 – 370 000 $ Tableaux détaillés                            | DD   | Apriyani Rahayu Siti Fadia Silva Ramadhanti    | Zhang Shuxian Zheng Yu                         | 21-14, 21-17        |
| 11 juillet   | Singapore Open Singapour – Singapore Indoor Stadium Super 500 – 370 000 $ Tableaux détaillés                            | MX   | Dechapol Puavaranukroh Sapsiree Taerattanachai | Wang Yilyu Huang Dongping                      | 21-12, 21-17        |
| 18 juillet   | Yonex Taipei Open Taipei – Taipei Heping Gymnasium Super 300 – 500 000 $ Tableaux détaillés                             | SH   | Chou Tien-chen                                 | Kodai Naraoka                                  | 14-21, 21-10, 21-6  |
| 18 juillet   | Yonex Taipei Open Taipei – Taipei Heping Gymnasium Super 300 – 500 000 $ Tableaux détaillés                             | SD   | Tai Tzu-ying                                   | Saena Kawakami                                 | 21-17, 21-16        |
| 18 juillet   | Yonex Taipei Open Taipei – Taipei Heping Gymnasium Super 300 – 500 000 $ Tableaux détaillés                             | DH   | Man Wei Chong Tee Kai Wun                      | Lee Yang Wang Chi-lin                          | 21-18, 11-21, 21-18 |
| 18 juillet   | Yonex Taipei Open Taipei – Taipei Heping Gymnasium Super 300 – 500 000 $ Tableaux détaillés                             | DD   | Ng Tsz Yau Tsang Hiu Yan                       | Rui Hirokami Yuna Kato                         | 21-15, 18-21, 21-19 |
| 18 juillet   | Yonex Taipei Open Taipei – Taipei Heping Gymnasium Super 300 – 500 000 $ Tableaux détaillés                             | MX   | Lee Chun Hei Ng Tsz Yau                        | Ruttanapak Oupthong Chasinee Korepap           | 21-8, 21-9          |
| 22 août      | TotalEnergies BWF World Championships 2022 Tokyo – Tokyo Metropolitan Gymnasium Champ. du Monde – ?$ Tableaux détaillés | SH   | Viktor Axelsen                                 | Kunlavut Vitidsarn                             | 21-5, 21-16         |
| 22 août      | TotalEnergies BWF World Championships 2022 Tokyo – Tokyo Metropolitan Gymnasium Champ. du Monde – ?$ Tableaux détaillés | SD   | Akane Yamaguchi                                | Chen Yufei                                     | 21-12, 10-21, 21-14 |
| 22 août      | TotalEnergies BWF World Championships 2022 Tokyo – Tokyo Metropolitan Gymnasium Champ. du Monde – ?$ Tableaux détaillés | DH   | Aaron Chia Soh Wooi Yik                        | Mohammad Ahsan Hendra Setiawan                 | 21-19, 21-14        |
| 22 août      | TotalEnergies BWF World Championships 2022 Tokyo – Tokyo Metropolitan Gymnasium Champ. du Monde – ?$ Tableaux détaillés | DD   | Chen Qingchen Jia Yifan                        | Kim So-yeong Kong Hee-yong                     | 22-20, 21-14        |
| 22 août      | TotalEnergies BWF World Championships 2022 Tokyo – Tokyo Metropolitan Gymnasium Champ. du Monde – ?$ Tableaux détaillés | MX   | Zheng Siwei Huang Yaqiong                      | Yuta Watanabe Arisa Higashino                  | 21-13, 21-16        |
| 29 août      | Daihatsu Yonex Japan Open Osaka – Maruzen Intec Arena Osaka Super 750 – 750 000 $ Tableaux détaillés                    | SH   | Kenta Nishimoto                                | Chou Tien-chen                                 | 21-19, 21-23, 21-17 |
| 29 août      | Daihatsu Yonex Japan Open Osaka – Maruzen Intec Arena Osaka Super 750 – 750 000 $ Tableaux détaillés                    | SD   | Akane Yamaguchi                                | An Se-young                                    | 21-9, 21-15         |
| 29 août      | Daihatsu Yonex Japan Open Osaka – Maruzen Intec Arena Osaka Super 750 – 750 000 $ Tableaux détaillés                    | DH   | Liang Weikeng Wang Chang                       | Kim Astrup Anders Skaarup Rasmussen            | 21-18, 13-21, 21-17 |
| 29 août      | Daihatsu Yonex Japan Open Osaka – Maruzen Intec Arena Osaka Super 750 – 750 000 $ Tableaux détaillés                    | DD   | Jeong Na-eun Kim Hye-jeong                     | Baek Ha-na Lee Yu-lim                          | 23-21, 28-26        |
| 29 août      | Daihatsu Yonex Japan Open Osaka – Maruzen Intec Arena Osaka Super 750 – 750 000 $ Tableaux détaillés                    | MX   | Dechapol Puavaranukroh Sapsiree Taerattanachai | Yuta Watanabe Arisa Higashino                  | 16-21, 23-21, 21-18 |
| 26 septembre | Yonex Canada Open Calgary – Markin MacPhail Centre Super 100 – 75 000 $ Tableaux détaillés                              | SH   | Alex Lanier                                    | Takuma Obayashi                                | 21-12, 12-21, 21-13 |
| 26 septembre | Yonex Canada Open Calgary – Markin MacPhail Centre Super 100 – 75 000 $ Tableaux détaillés                              | SD   | Michelle Li                                    | Sung Shuo-yun                                  | 21-16, 21-15        |
| 26 septembre | Yonex Canada Open Calgary – Markin MacPhail Centre Super 100 – 75 000 $ Tableaux détaillés                              | DH   | Ayato Endo Yuta Takei                          |                                                | 21-15, 21-8         |
| 26 septembre | Yonex Canada Open Calgary – Markin MacPhail Centre Super 100 – 75 000 $ Tableaux détaillés                              | DD   | Rena Miyaura Ayako Sakuramoto                  | Rui Hirokami Yuna Kato                         | 21-13, 21-8         |
| 26 septembre | Yonex Canada Open Calgary – Markin MacPhail Centre Super 100 – 75 000 $ Tableaux détaillés                              | MX   | Ye Hong-wei Lee Chia-hsin                      |                                                |                     |
| 26 septembre | Yonex-Sunrise Vietnam Open Hô Chi Minh-Ville – Nguyen Du Stadium Super 100 – 75 000 $ Tableaux détaillés                | SH   | Kōdai Naraoka                                  | Sun Feixiang                                   | 10-21, 21-14, 21-17 |
| 26 septembre | Yonex-Sunrise Vietnam Open Hô Chi Minh-Ville – Nguyen Du Stadium Super 100 – 75 000 $ Tableaux détaillés                | SD   | Nguyễn Thùy Linh                               | Goh Jin Wei (en)                               | 21-15, 21-13        |
| 26 septembre | Yonex-Sunrise Vietnam Open Hô Chi Minh-Ville – Nguyen Du Stadium Super 100 – 75 000 $ Tableaux détaillés                | DH   |                                                |                                                |                     |
| 26 septembre | Yonex-Sunrise Vietnam Open Hô Chi Minh-Ville – Nguyen Du Stadium Super 100 – 75 000 $ Tableaux détaillés                | DD   |                                                |                                                |                     |
| 26 septembre | Yonex-Sunrise Vietnam Open Hô Chi Minh-Ville – Nguyen Du Stadium Super 100 – 75 000 $ Tableaux détaillés                | MX   |                                                |                                                |                     |
| 17 octobre   | Denmark Open by Victor Odense – Jyske Bank Arena Super 750 – 750 000 $ Tableaux détaillés                               | SH   |                                                |                                                |                     |
| 17 octobre   | Denmark Open by Victor Odense – Jyske Bank Arena Super 750 – 750 000 $ Tableaux détaillés                               | SD   |                                                |                                                |                     |
| 17 octobre   | Denmark Open by Victor Odense – Jyske Bank Arena Super 750 – 750 000 $ Tableaux détaillés                               | DH   |                                                |                                                |                     |
| 17 octobre   | Denmark Open by Victor Odense – Jyske Bank Arena Super 750 – 750 000 $ Tableaux détaillés                               | DD   |                                                |                                                |                     |
| 17 octobre   | Denmark Open by Victor Odense – Jyske Bank Arena Super 750 – 750 000 $ Tableaux détaillés                               | MX   |                                                |                                                |                     |
| 17 octobre   | KB Financial Group Indonesia Masters Malang – Platinum Sports Hall Super 100 – 81 000 $ Tableaux détaillés              | SH   |                                                |                                                |                     |
| 17 octobre   | KB Financial Group Indonesia Masters Malang – Platinum Sports Hall Super 100 – 81 000 $ Tableaux détaillés              | SD   |                                                |                                                |                     |
| 17 octobre   | KB Financial Group Indonesia Masters Malang – Platinum Sports Hall Super 100 – 81 000 $ Tableaux détaillés              | DH   |                                                |                                                |                     |
| 17 octobre   | KB Financial Group Indonesia Masters Malang – Platinum Sports Hall Super 100 – 81 000 $ Tableaux détaillés              | DD   |                                                |                                                |                     |
| 17 octobre   | KB Financial Group Indonesia Masters Malang – Platinum Sports Hall Super 100 – 81 000 $ Tableaux détaillés              | MX   |                                                |                                                |                     |
| 24 octobre   | Yonex Internationaux de France Paris – Stade Pierre de Coubertin Super 750 – 675 000 $ Tableaux détaillés               | SH   |                                                |                                                |                     |
| 24 octobre   | Yonex Internationaux de France Paris – Stade Pierre de Coubertin Super 750 – 675 000 $ Tableaux détaillés               | SD   |                                                |                                                |                     |
| 24 octobre   | Yonex Internationaux de France Paris – Stade Pierre de Coubertin Super 750 – 675 000 $ Tableaux détaillés               | DH   |                                                |                                                |                     |
| 24 octobre   | Yonex Internationaux de France Paris – Stade Pierre de Coubertin Super 750 – 675 000 $ Tableaux détaillés               | DD   |                                                |                                                |                     |
| 24 octobre   | Yonex Internationaux de France Paris – Stade Pierre de Coubertin Super 750 – 675 000 $ Tableaux détaillés               | MX   |                                                |                                                |                     |
| 31 octobre   | Hylo Open Sarrebruck – Saarlandhalle Super 300 – 180 000 $ Tableaux détaillés                                           | SH   |                                                |                                                |                     |
| 31 octobre   | Hylo Open Sarrebruck – Saarlandhalle Super 300 – 180 000 $ Tableaux détaillés                                           | SD   |                                                |                                                |                     |
| 31 octobre   | Hylo Open Sarrebruck – Saarlandhalle Super 300 – 180 000 $ Tableaux détaillés                                           | DH   |                                                |                                                |                     |
| 31 octobre   | Hylo Open Sarrebruck – Saarlandhalle Super 300 – 180 000 $ Tableaux détaillés                                           | DD   |                                                |                                                |                     |
| 31 octobre   | Hylo Open Sarrebruck – Saarlandhalle Super 300 – 180 000 $ Tableaux détaillés                                           | MX   |                                                |                                                |                     |
| 14 novembre  | Sathio Group Australian Open Sydney – Quay centre Super 300 – 180 000 $ Tableaux détaillés                              | SH   |                                                |                                                |                     |
| 14 novembre  | Sathio Group Australian Open Sydney – Quay centre Super 300 – 180 000 $ Tableaux détaillés                              | SD   |                                                |                                                |                     |
| 14 novembre  | Sathio Group Australian Open Sydney – Quay centre Super 300 – 180 000 $ Tableaux détaillés                              | DH   |                                                |                                                |                     |
| 14 novembre  | Sathio Group Australian Open Sydney – Quay centre Super 300 – 180 000 $ Tableaux détaillés                              | DD   |                                                |                                                |                     |
| 14 novembre  | Sathio Group Australian Open Sydney – Quay centre Super 300 – 180 000 $ Tableaux détaillés                              | MX   |                                                |                                                |                     |
| 5 décembre   | HSBC BWF World Tour Finals Bangkok – Nimibutr Stadium (en) WT Finals – 1 500 000 $ Tableaux détaillés                   | SH   | Viktor Axelsen                                 | Anthony Sinisuka Ginting                       | 21-13, 21-14        |
| 5 décembre   | HSBC BWF World Tour Finals Bangkok – Nimibutr Stadium (en) WT Finals – 1 500 000 $ Tableaux détaillés                   | SD   | Akane Yamaguchi                                | Tai Tzu-ying                                   | 22-20, 21-18        |
| 5 décembre   | HSBC BWF World Tour Finals Bangkok – Nimibutr Stadium (en) WT Finals – 1 500 000 $ Tableaux détaillés                   | DH   | Liu Yuchen Ou Xuanyi                           | Mohammad Ahsan Hendra Setiawan                 | 21-17, 19-21, 21-12 |
| 5 décembre   | HSBC BWF World Tour Finals Bangkok – Nimibutr Stadium (en) WT Finals – 1 500 000 $ Tableaux détaillés                   | DD   | Chen Qingchen Jia Yifan                        | Benyapa Aimsaard Nuntakarn Aimsaard            | 21-13, 21-14        |
| 5 décembre   | HSBC BWF World Tour Finals Bangkok – Nimibutr Stadium (en) WT Finals – 1 500 000 $ Tableaux détaillés                   | MX   | Zheng Siwei Huang Yaqiong                      | Dechapol Puavaranukroh Sapsiree Taerattanachai | 21-19, 18-21, 21-13 |

### Compétitions par équipes
Les Championnats du monde de badminton par équipes se déroulent du 8 au 15 mai à Bangkok.

### Thomas Cup
| Indonésie – Inde : 0 - 3 Impact Arena, Nonthaburi, Inde |                                             |                                                 |                     |
| SH1                                                     | Anthony Sinisuka Ginting                    | Lakshya Sen                                     | 21-8, 17-21, 16-21  |
| DH1                                                     | Mohammad Ahsan Kevin Sanjaya Sukamuljo (en) | Satwiksairaj Rankireddy (en) Chirag Shetty (en) | 21-18, 21-23, 19-21 |
| SH2                                                     | Jonatan Christie                            | Srikanth Kidambi                                | 15-21, 21-23        |
| DH2                                                     | Fajar Alfian Muhammad Rian Ardianto         | Arjun M.R. Dhruv Kapila                         | Non disputé         |
| SH3                                                     | Shesar Hiren Rhustavito                     | H.S. Prannoy                                    | Non disputé         |

### Uber Cup
| Corée du Sud – Chine : 3 - 2 Impact Arena, Nonthaburi, Inde |                                  |                          |                     |
| SD1                                                         | An Se-young                      | Chen Yufei               | 21-17, 15-21, 20-22 |
| DD2                                                         | Lee So-hee (en) Shin Seung-chan  | Chen Qingchen Jia Yifan  | 12-21, 21-18, 21-18 |
| SD2                                                         | Kim Ga-eun                       | He Bingjiao              | 12-21, 13-21        |
| DD2                                                         | Kim Hye-jeong (en) Kong Hee-yong | Huang Dongping Li Wenmei | 22-20, 21-17        |
| SD3                                                         | Sim Yu-jin (en)                  | Wang Zhiyi               | 28-26, 18-21, 21-8  |

## Classements

### Classement «Race to Finals»
Les classements « HSBC Race to Finals » sont calculés sur la base des points gagnés sur chaque tournoi du BWF World Tour tout au long de la saison. Ils permettent de déterminer les participants aux finales mondiales HSBC BWF World Tour Finals.

#### En simple
|  |

#### En double
|  |

### Classements mondiaux
Il s'agit des classements mondiaux finals à l'issue de la saison dans chacune des disciplines. Ils sont calculés sur la base des 10 meilleurs résultats obtenus, tous types de tournoi confondus, au cours de l'année (ou des 52 dernières semaines pour être exact).